# Citron pressé

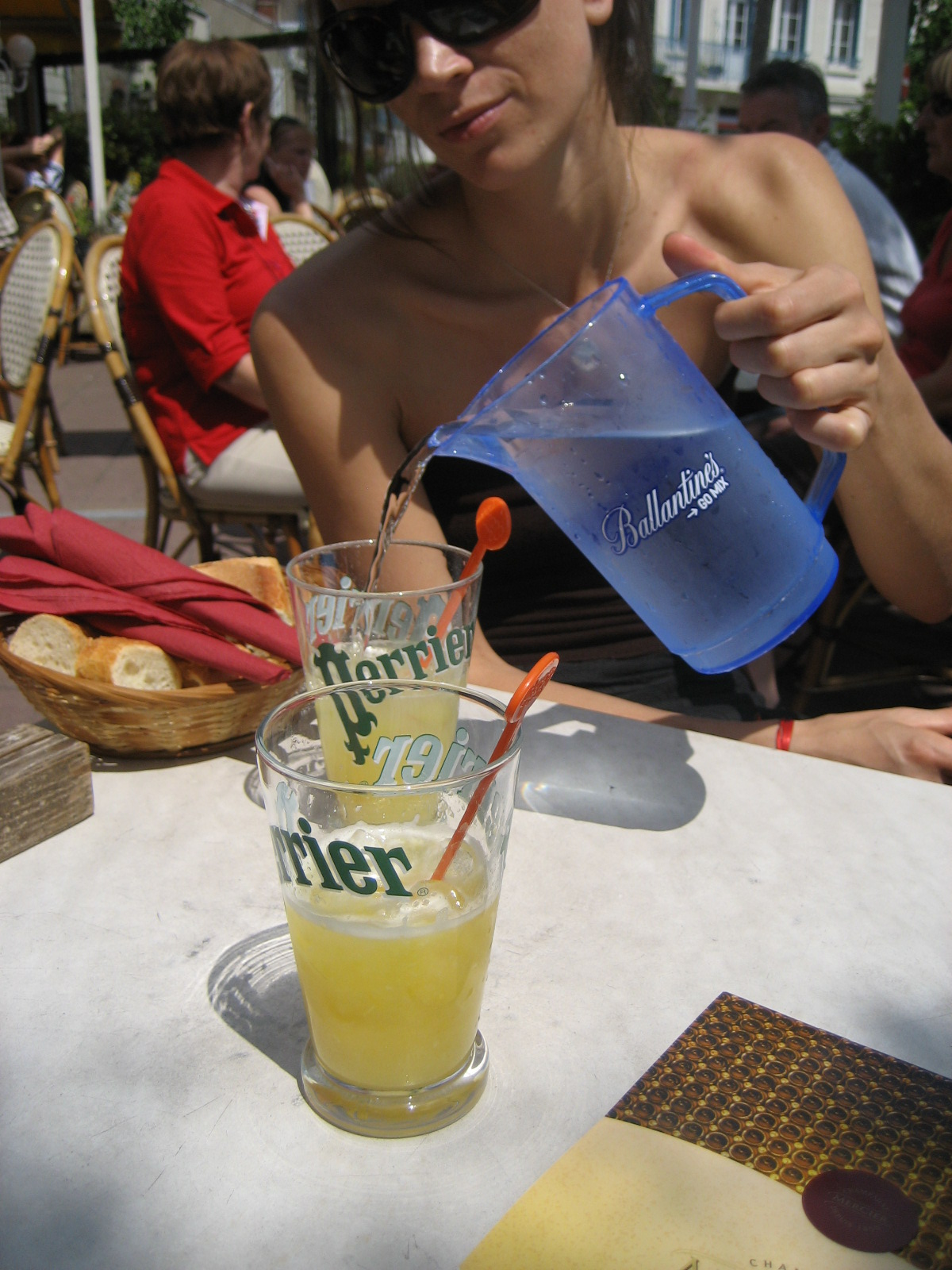
Citron pressé, dans lequel on rajoute un peu d'eau.

Le citron pressé est une boisson que l'on trouve typiquement dans les cafés de France et de Belgique[réf. souhaitée].
Elle se compose de jus de citron pur frais, d'un peu de glace, accompagné d'un sucrier et d'un pichet d'eau, de façon à permettre de doser les quantités que l'on désire dans son verre,.
Le citron pressé est une boisson acide, se dégustant dès lors en longueur.
Victoria Moore attribue l'intérêt de la boisson à son côté rituel, les ingrédients arrivant séparés et étant mélangés, dans les proportions qu'il désire, par le consommateur.